# Sugar (用戶界面)
Sugar是為OLPC的兒童電腦計劃而開發的圖形用戶界面。與許多傳統桌面環境不同，Sugar並不使用「桌面」的概念以及只能同時集中於一項工作。Sugar以直譯式語言Python編寫（大部份其他環境以如C++等編譯式語言編寫，作為對比）。該計劃的主要參與者包括了Christopher Blizzard與Diana Fong。

## 設計原理

### 效能
兒童電腦（XO）將會有1 GB NAND快閃記憶體及256 MB記憶體。由於筆記本上沒有置換空間與貯存空間，只有少數活動可同時運行。

### 簡化
該筆記本的硬體限制導致回溯到早期個人電腦更為簡潔的程式設計。該計劃的固定目標是"避免臃腫的界面(avoid bloated interfaces)"與"限制那些直接相關手邊任務的控制(limit the controls to those immediately relevant to the task at hand)"。

## 現況
Sugar仍在開發中，在2006年5月其創作者將其形容為主要是一種“用來表達的工具（tool for expression）”，因為計劃預定會加入多媒體與社會性網路功能。
2007年早期起Sugar可安裝在多個操作系統上，包括了數個Linux發行版、Microsoft Windows與Mac OS X，指引可在該計劃的wiki上找到。
現在，可將Sugar系統可放置在闪存盘中，使每一台電腦都可以成為XO-1笔记本。Sugar的实验室主管表示，Sugar系統非常適合兒童上課時使用。將電腦換成Sugar介面，可以令老師和學生，充分利用Sugar的協作功能。

## 屏幕截图

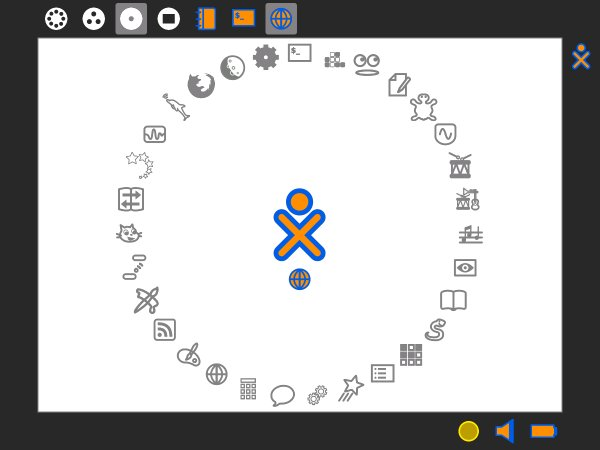
Sugar主视图
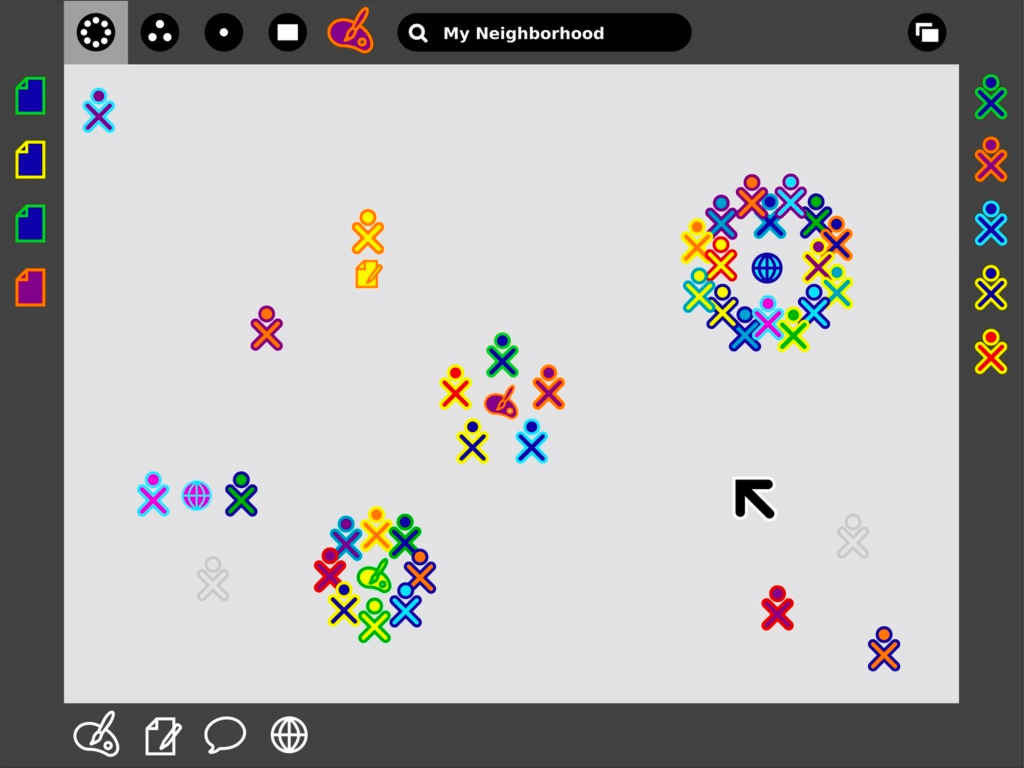
邻居
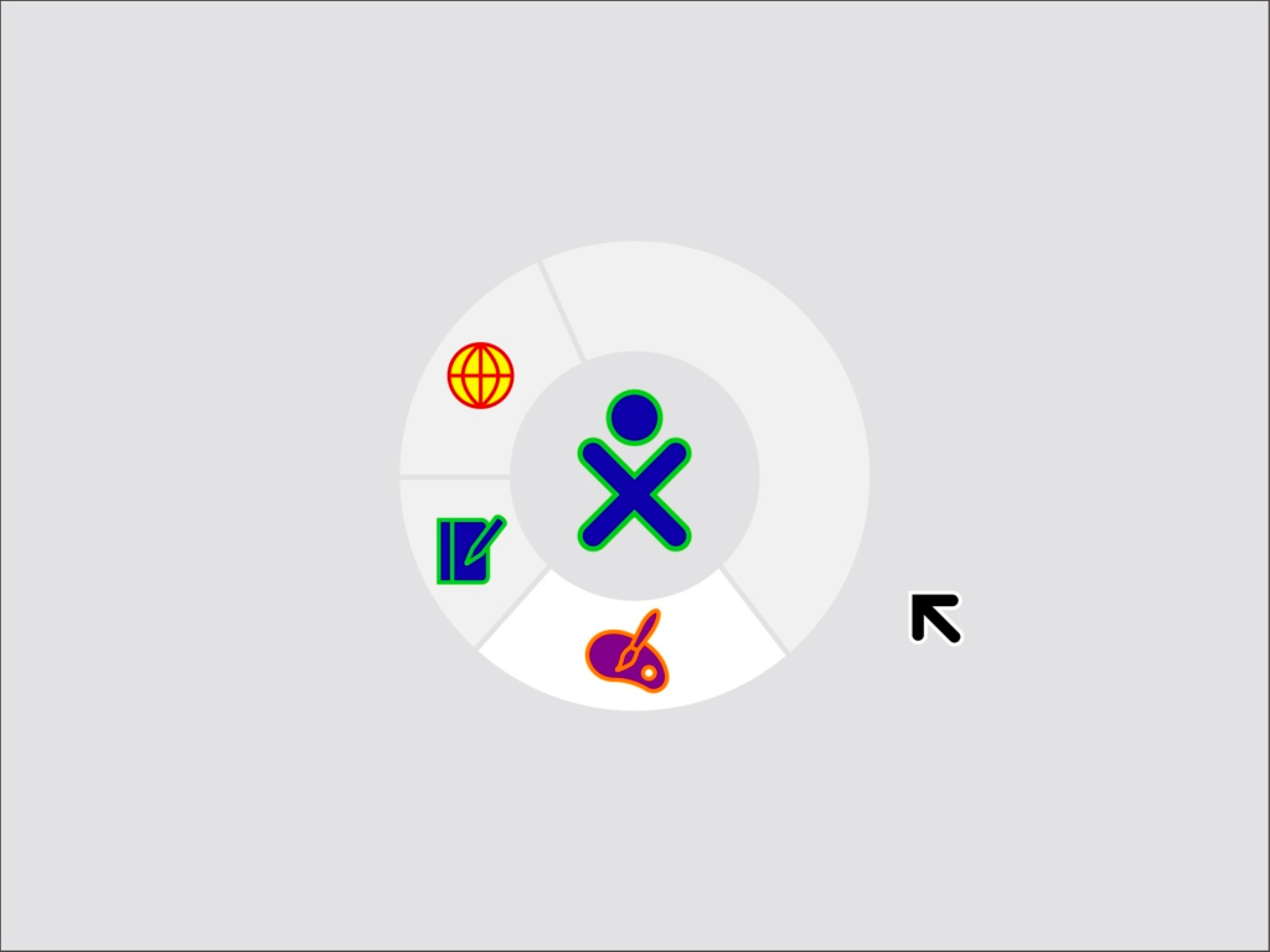
0.82之前发布版本的Sugar主视图
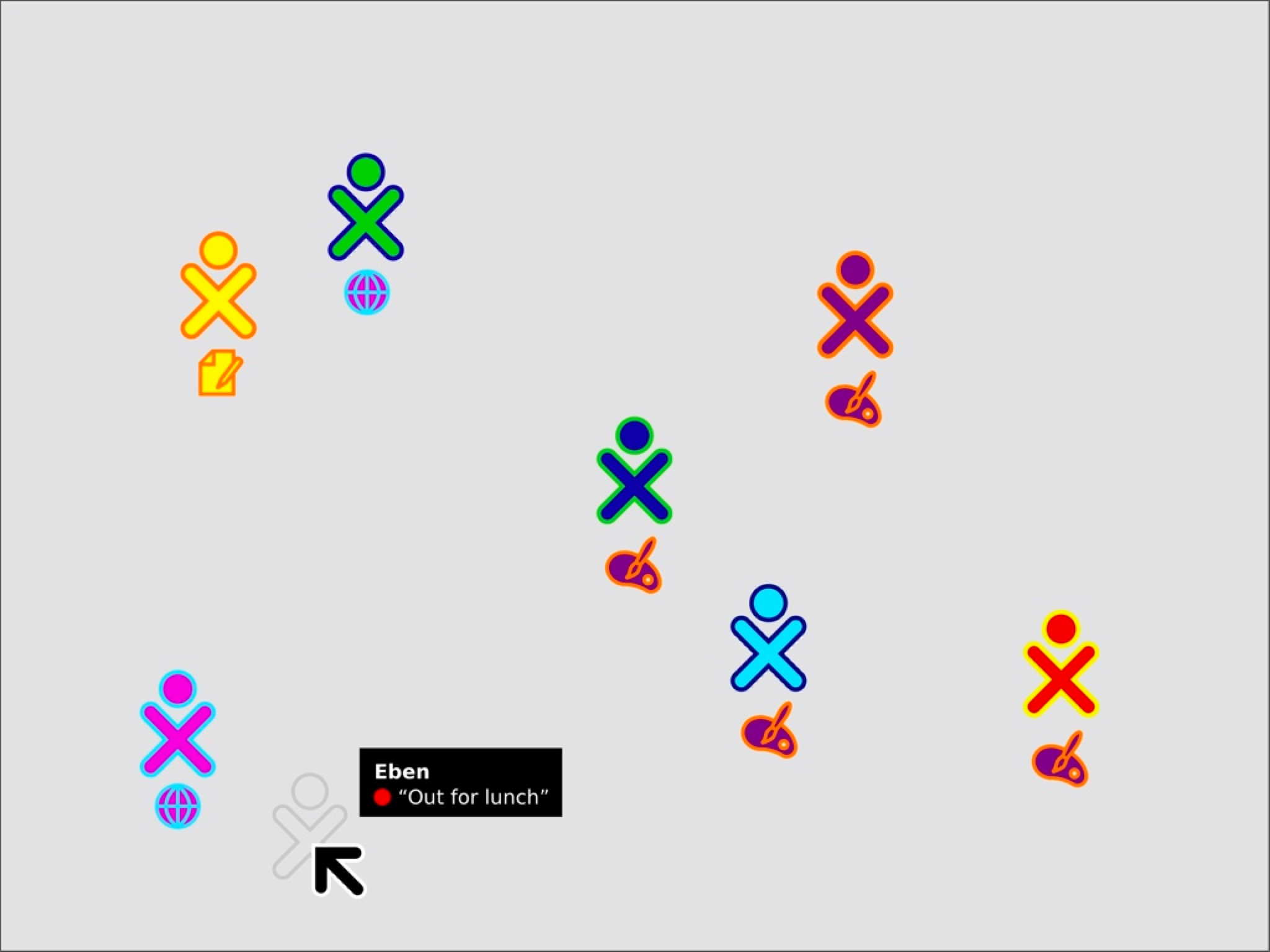
Sugar“朋友”视图
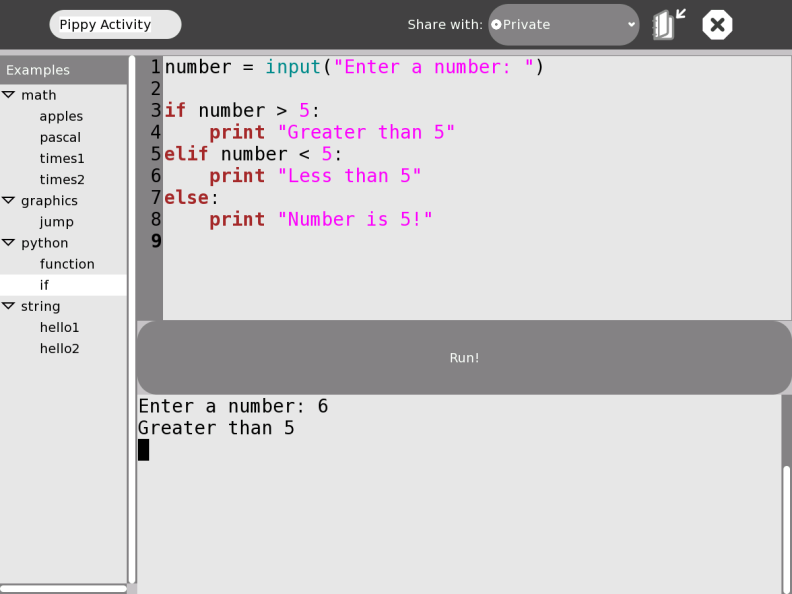
Sugar Pippy活动视图。
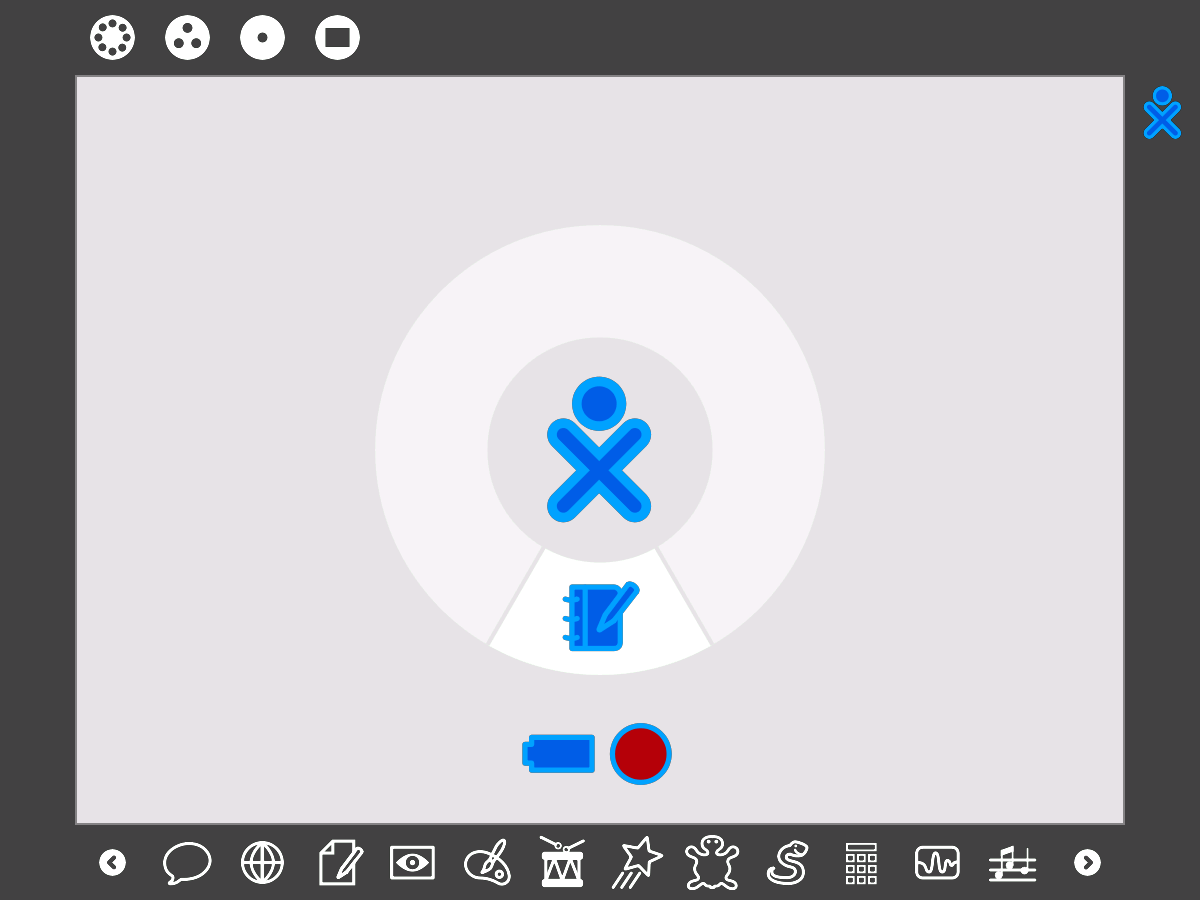
有框架的0.82之前发布版本的Sugar主视图
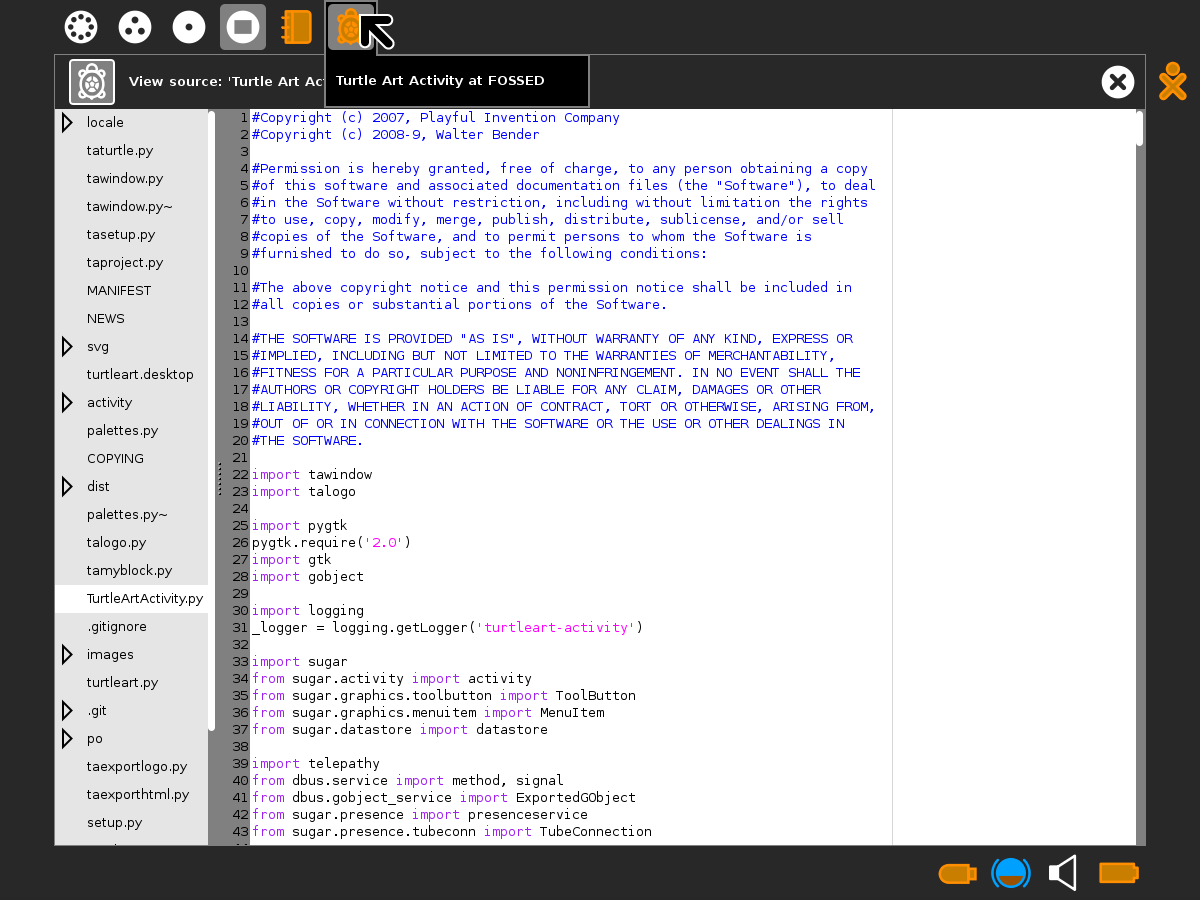
Sugar查看源代码
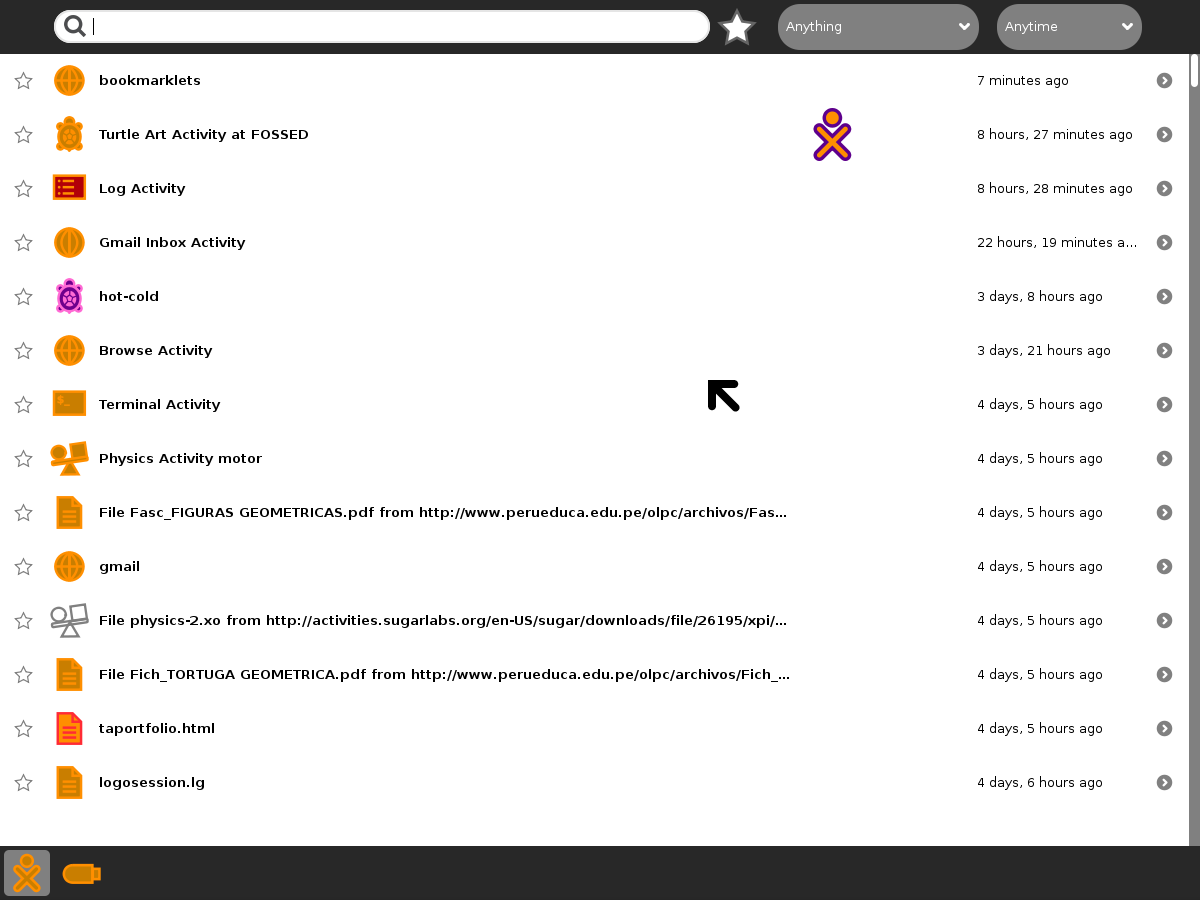
Sugar日志

## 外部連結
- 官方网站
- Sugar-on-a-Stick operating system （页面存档备份，存于）
- One Laptop per Child wiki上的Sugar頁面 （页面存档备份，存于）
- Don Hopkins製作的OLPC Sugar用戶界面派狀選單
- Sugar遵從的OLPC人機介面指引 （页面存档备份，存于）
- 瀏覽現時Sugar編碼的瀏覽器（页面存档备份，存于）
- OLPC Sugar視頻1（页面存档备份，存于） - 於YouTube上的synthLab演示
- OLPC Sugar視頻2（页面存档备份，存于） - 於YouTube上的mini Tam Tam演示
- OLPC Sugar視頻3（页面存档备份，存于） - 於YouTube上的社區功能演示
- OLPC Sugar視頻4（页面存档备份，存于） - 於YouTube上的界面模擬演示
- Sugar 附加元件（页面存档备份，存于）